# شانون كروفورد
شانون كروفورد (بالإنجليزية: Shannon Crawford)‏ هي مجدفة كندية، ولدت في 12 سبتمبر 1963 في جيلف في كندا.

## وصلات خارجية
- شانون كروفورد على موقع الاتحاد الدولي للتجديف (الإنجليزية)
- شانون كروفورد على موقع اللجنة الأولمبية الدولية (الإنجليزية)
- شانون كروفورد على موقع أوليمبيديا (الإنجليزية)